# Bluesway
Bluesway est un label discographique américain de blues, filiale d'ABC Records actif de 1967 à 1974.

## Artistes produits
- Jimmy Reed